# Conseil européen des 23 et 24 mars 2000
 (avril 2017).
 (janvier 2023).
Le Conseil européen des 23 et 24 mars 2000 s'est déroulé à Lisbonne. Cette réunion, extraordinaire, a mis en place une stratégie globale visant à : 
- préparer la transition vers une société et une économie fondées sur la connaissance :
  - au moyen de politiques répondant mieux aux besoins de la société de l'information et de la Recherche et développement ;
  - par l'accélération des réformes structurelles pour renforcer la compétitivité et l'innovation ;
  - par l'achèvement du marché intérieur.
- moderniser le modèle social européen en investissant dans les ressources humaines et en luttant contre l'exclusion sociale ;
- entretenir les conditions d'une évolution saine de l'économie et les perspectives de croissance favorables, en dosant judicieusement les politiques macro-économiques.

L'objectif stratégique pour 2010 était de « devenir l'économie de la connaissance la plus compétitive et la plus dynamique du monde, capable d'une croissance économique durable accompagnée d'une amélioration quantitative et qualitative de l'emploi et d'une plus grande cohésion sociale. »

## Objectifs de la Société de l'information présentés à Lisbonne
Sur la base du document eEurope présenté par la Commission européenne, le Conseil pose les bases de la politique future de l'Union dans cette matière.
La société de l'information a été au cœur de ce Conseil européen.
L'objectif est fixé d'évoluer vers une économie numérique fondée sur la connaissance. Il souligne les impacts sur la création de biens et services nouveaux, sur la croissance, la compétitivité et la création d'emploi. Il s'intéresse particulièrement à l'accès bon marché aux infrastructures, au développement des compétences, à l'inclusion numérique, au commerce électronique... Il  invite l'ensemble des parties impliquées à se fixer plusieurs objectifs : 
- Adopter dès que possible un cadre juridique du commerce électronique, le droit d’auteur et les droits voisins, la monnaie électronique, la vente à distance de services financiers, la compétence judiciaire et l’exécution des décisions et le régime de contrôle des exportations de biens à double usage
- Réfléchir aux moyens de promouvoir la confiance des consommateurs dans le commerce électronique, notamment par de nouveaux systèmes de règlement des litiges ;
- Achever dès que possible les travaux relatifs aux propositions législatives de la révision du cadre réglementaire des télécommunications ;
- Faire en sorte que les besoins en fréquences pour les futurs systèmes de communications mobiles soient satisfaits en temps voulu et de manière efficace ;
- Intégrer et libéraliser pleinement les marchés des télécommunications ;
- Œuvrer à une concurrence accrue au niveau de l'accès local au réseau, dégrouper les boucles locales de manière à permettre une réduction substantielle des coûts de l'utilisation de l'Internet ;
- Faire en sorte que toutes les écoles de l'Union disposent d'un accès à l'Internet et de ressources multimédias, et qu'un nombre suffisant d'enseignants soient à même d'utiliser l'Internet et les ressources multimédias ;
- Assurer un accès généralisé par voie électronique aux principaux services publics de base ;
- Équiper tous les pays européens de réseaux interconnectés à haut débit et à faible coût pour l'accès à l'Internet, et promouvoir le développement des technologies de l'information et des réseaux de télécommunications les plus modernes, ainsi que le contenu destiné à ces réseaux.
- Définir des objectifs spécifiques dans le plan d'action eEurope

Au sein de la Commission européenne a été créée une Direction générale Société de l'Information dont l'activité consiste à :
- Instaurer un cadre réglementaire destiné à favoriser la concurrence et promouvoir la mise au point d'applications et de contenu ;
- Encourager les recherches sur les technologies de l'information pouvant s'intégrer dans l'environnement quotidien des particuliers, des entreprises et des administrations ;
- Soutenir les initiatives qui encouragent et permettent à tous les Européens de tirer parti de la société de l'information et d'y prendre part.

Ces décisions sont regroupées sous le terme « objectifs de Lisbonne ».

## Économie
Les États membres décident d'intégrer la participation des autres formations du Conseil de l'Union européenne, en plus du Conseil Ecofin, dans la préparation des grandes orientations de politique économique. Cela inclut notamment les formations Affaires sociales, Marché intérieur, Éducation et Environnement.

## Mise en œuvre
À mi-parcours du programme, la Commission européenne s'est dite inquiète des piètres avancées effectuées par les États membres dans la mise en œuvre de la stratégie définie à ce Conseil européen.
La stratégie de Lisbonne a été infléchie au Conseil européen de Gôteborg les 15 et 16 juin 2001 pour introduire des dimensions environnementale, sociale et économique au processus de décision.
Les dirigeants ont adopté à cette occasion une stratégie claire sur le développement durable, basée sur les propositions de la Commission. “Nous allons évaluer l'avancement dans ce domaine chaque année à notre Conseil européen de printemps”, a souligné le Président.
Cette inflexion représente une complexité nouvelle, et montre la nécessité d'approfondir les questions de recherche scientifique et d'innovation, par rapport aux aspects du commerce électronique et des télécommunications.
La Commission présidée par José Manuel Durão Barroso s'est donné pour objectif de relancer le processus.
En 2003, un rapport parlementaire en France (rapport Garrigue) a produit un rapport sur la politique européenne de recherche, qui relève les retards pris en France dans l'application du programme fixé à Lisbonne et à Göteborg.

## Sources

## Compléments